# Kari Väänänen
 (janvier 2019).
Si vous disposez d'ouvrages ou d'articles de référence ou si vous connaissez des sites web de qualité traitant du thème abordé ici, merci de compléter l'article en donnant les références utiles à sa vérifiabilité et en les liant à la section « Notes et références ».
Pour les articles homonymes, voir Väänänen.
Kari Väänänen (né le 17 septembre 1953 à Ivalo) est un acteur et réalisateur finlandais.

## Filmographie
- 1981 : Pedon merkki de Jaakko Pakkasvirta : Nuori kapteeni
- 1985 :  Soldat inconnu (Tuntematon sotilas) de Rauni Mollberg : lieutenant Lammio
- 1987 :  Hamlet Goes Business de Aki Kaurismäki : Lauri Polonius
- 1987 : Helsinki-Napoli (Helsinki Napoli All Night Long) de Mika Kaurismäki
- 1989 :  Leningrad Cowboys Go America de Aki Kaurismäki :  Igor (l'idiot du village)
- 1991 :  Night on Earth de Jim Jarmusch : premier homme
- 1992 :  La Vie de bohème de Aki Kaurismäki : Schaunard
- 1994 : Iron Horsemen de Gilles Charmant
- 1994 :  Les Leningrad Cowboys rencontrent Moïse (Leningrad Cowboys Meet Moses) de Aki Kaurismäki : Le muet
- 1996 :  Au loin s'en vont les nuages (Kauas pilvet karkaavat) de Aki Kaurismäki : Lauri
- 1998 :  Aller simple pour Inari (Zugvögel … Einmal nach Inari) de Peter Lichtefeld : Asko, le conducteur du camion du lait
- 1999 : Embuscade : Caporal Tauno Snicker
- 2004 :  Honey Baby de Mika Kaurismäki : le grand Enrico
- 2007 :  La Véritable Histoire du Père Noël (Joulutarina) de Juha Wuolijoki : Iisakki
- 2011 : Let My People Go! de Mikael Buch : M Tilikainen

## Distinctions
- Prix national de la cinématographie, 1985